# Шопфлох
Шопфлох (нім. Schopfloch) — громада в Німеччині, знаходиться в землі Баден-Вюртемберг. Підпорядковується адміністративному округу Карлсруе. Входить до складу району Фройденштадт.
Площа — 17,04 км2. Населення становить 2571 ос. (станом на 31 грудня 2020).